# Rie Azami
Rie Azami (薊 理絵, Azami Rie, Higashimurayama, 11 januari 1989) is een Japans voetbalster die als verdediger speelt bij Chifure AS Elfen Saitama.

## Carrière

### Clubcarrière
Azami begon haar carrière in 2007 bij Chifure AS Elfen Saitama.

### Interlandcarrière
Azami maakte op 26 september 2013 haar debuut in het Japans vrouwenvoetbalelftal tijdens een vriendschappelijke wedstrijd tegen Nigeria. Ze heeft twee interlands voor het Japanse elftal gespeeld.

## Statistieken
| Japans vrouwenvoetbalelftal | Japans vrouwenvoetbalelftal | Japans vrouwenvoetbalelftal |
| Jaar                        | Wed.                        | Dlp.                        |
| --------------------------- | --------------------------- | --------------------------- |
| 2013                        | 1                           | 0                           |
| 2014                        | 0                           | 0                           |
| 2015                        | 1                           | 0                           |
| Totaal                      | 2                           | 0                           |